# Сопкіно
Со́пкіно (рос. Сопкино), до 1947 року — Розенберг (нім. Rosenberg) — селище в Правдинському районі Калінінградської області Російської Федерації. Входить до складу Правдинського міського поселення.